# Guayabal
Guayabal é uma cidade venezuelana, capital do município de San Gerónimo de Guayabal.